# Jonas Pinskus
Jonas Pinskus (født 22. september 1959 i Kuršėnai) er en litauisk politiker og tidligere roer.

## Rokarriere
Pinskus var en del af den otter, der repræsenterede Sovjetunionen ved OL 1980 på hjemmebane i Moskva. Viktor Kokosjin, Andrij Tisjtjenko, Oleksandr Tkatjenko, Jonas Narmontas, Andrej Luhin, Oleksandr Mantsevitj, Ihar Majstrenka og styrmand Hrihorij Dmitrenko udgjorde resten af bådens besætning. Den sovjetiske båd havde bedste tid i indledende runde, men i finalen var det de østtyske storfavoritter, der efter 1000 m lagde sig i spidsen og sikrede sig guld med et pænt forspring til briterne på andenpladsen, mens den sovjetiske båd fik bronze.
Pinskus var året efter med til at blive verdensmester i otteren, og i 1983 var han med i den sovjetiske firer med styrmand, der vandt VM-bronze. I 1985 var han tilbage i otteren, der genvandt VM-guldet, mens han i 1986 var med til at vinde VM-sølv.

## Videre karriere
Pinskus var nogle år rotræner, inden han blev forretningsmand. I begyndelsen af 2000'erne blev han politisk aktiv og blev valgt til det litauiske parlament, Seimas, hvor han sad fra 2004 til 2012 og igen siden 2020 valgt for partiet Darbo partija (Arbejderpartiet).

## OL-medaljer
- 1980:  Bronze i otter